# 스윙 트레이딩
스윙 트레이딩(Swing trading)은 금융시장에서 거래 가능한 자산을 가격 변동에 따른 이익을 얻기 위해 하루에서 며칠 정도 보유하는 투자 활동이다. 스윙 트레이딩에서 자산 보유는 통상적으로 데이 트레이딩(Day trading)보다는 길지만 몇 달에서 몇 년까지 자산을 보유하는 매매 후 보유(buy and hold) 투자전략보다는 짧다.

## 스윙 트레이딩 기법
스윙 트레이더들은 스윙 트레이딩을 할 때 주관성이나 감정적 관점 그리고 노동집약적 분석을 줄이기 위해서 매매를 할 때 일련의 수학 기반의 목적 룰을 사용하는 것이 일반적이다.

## 같이 보기
- 데이 트레이딩